# Balkán (település)
Balkán (románul: Balcani) település Romániában, Moldvában, Bákó megyében.

## Fekvése
Bákótól északnyugatra fekvő település.

## Leírása
2002 évi népszámláláskor 8051 lakosa volt, melyből 7754 román, 67 magyar, a többi egyéb volt. Ebből 6836 ortodox, 2209 római katolikus és egyéb volt.
Balkán községközpont, 3 település: Frumoasa, Ludași, Schitu Frumoasa tartozik hozzá.